# Hifana
Hifana es un dúo japonés de DJs integrado por KEIZO machine! y Juicy, conocido por sus conciertos en vivo, ya que no utilizan secuenciadores ni programadores y su música es totalmente improvisada. Su estilo musical se compone de breakbeat y hip hop con influencias de música tradicional japonesa. 
Hifana se formó en 1990 bajo el nombre de Tribal Circus y en 1998 se cambió el nombre a Hifana, que significa "viento del sur" en el dialecto de Okinawa. En noviembre del 2003 publicaron su primer álbum: Fresh Push Breakin y en agosto del 2005 salió su segundo álbum Channel H.

## Discografía

### Álbumes
- 2003: Fresh Push Breakin', W+K Tokyo Lab (CD + DVD-V)
- 2005: Channel H, W+K Tokyo Lab/3D (CD + DVD)
- 2007: Connect, W+K Tokyo Lab/EMI (CD + DVD-V)
- 2010: 24H, W+K Tokyo Lab/EMI (CD + DVD)[1]

### Otros lanzamientos
- 2002: Sound Touchable, Kohma (LP, a battle record)
- 2005: Zamurai TV, 3D System
- 2006: Hifana presents Nampooh Cable, Sony/Columbia (Compilado con varios artistas)
- 2007: Harvest Dance, Beat Records (CD maxisencillo)
- 2009: Hifana presents Nampooh Cable 2, EMI Music Japan (Compilado con varios artistas)
- 2010: Sound Touchable 2, Ground Riddim Japan (LP, a battle record)
- 2010: Zamurai TV 2, EMI Music Japan